# José Ferreiro (escultor)

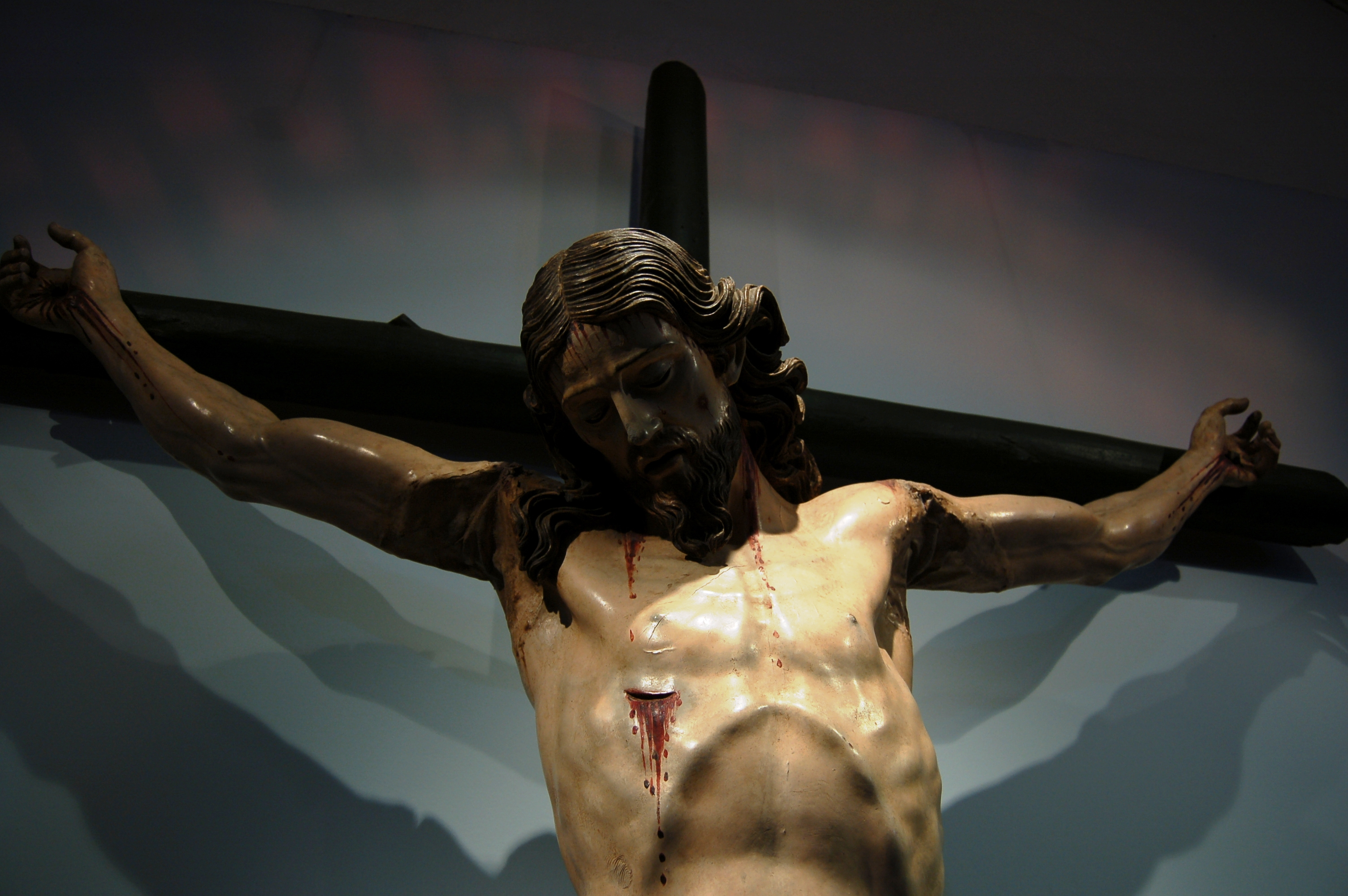
Cristo crucificado. Museo del Pueblo Gallego.

José Antonio Mauro Ferreiro Suárez (Noya, La Coruña 14 de noviembre de 1738-Hermisende, Zamora 2 de enero de 1830) fue un escultor español, considerado el más importante representante del neoclasicismo en Galicia durante la segunda mitad del siglo XVIII y primer tercio del XIX. Realizó muchas imágenes religiosas buena parte de las cuales están en las iglesias de Santiago de Compostela.

## Biografía
Huérfano de padre a los ocho años, marchó con su madre a Santiago de Compostela. Allí terminó ingresando e el taller de José Gambino donde se formó en el estilo rococó del maestro. En 1758 contrajo matrimonio con Fermina, hija de Gambino, de la que tuvo dos hijas. Junto con su suegro, trabaja en el retablo mayor del monasterio de Sobrado, en el retablo mayor de San Mamede de Carnota y en el frontón escultórico de la fachada del Palacio Rajoy.
Pronto le llegaron contratos de varios monasterios gallegos (San Martin Pinario, Santo Domingo de Bonaval, San Francisco, Samos, etc). Su estilo, de influencia italiana acusada, fue cada vez más imitado. Ya en el gigantesco monumento del Jueves Santo a San Martín Pinario se aprecia la influencia de obras clásicas como el Laocoonte o el Apolo de Belvedere que se completa con la adición de esculturas infantiles. Imitó en la madera la escultura en mármol. En el tímpano de ayuntamiento de Santiago de Compostela pintó en blanco el granito gallego para conseguir una imponente fachada. Sus crucifijos, que aún transmiten el profundo peso del dolor, evocan un equilibrio sereno. En las estatuas femeninas se inspiró en su esposa, como en una de sus obras maestras, la Santa Escolástica también de San Martín Pinario, donde la figura femenina, entre el colapso suave y el delicado apoyo del hermoso Ángel que recoge su espalda, da sensación de ingravidez y beatitud.
Partiendo de la influencia rococó de su maestro, fue evolucionando hacia un neoclasicismo muy personal. La majestad de los santos fundadores gallegos San Rosendo de Celanova y San Pedro de Mezonzo evoca las efigies del Vaticano. En él influyó Manuel Álvarez, quién sería director de la Academia. Ramón Otero Túñez lo ha definido como un escultor barroco pero de alma neoclásica.
En 1803, esculpió la Minerva para la Universidad de Santiago de Compostela, de 3 metros de altura, hoy en la Facultad de Química, máximo exponente de la escultura civil neoclásica. En 1804, estuvo a punto de morir por una grave enfermedad y tuvo que parar de trabajar hasta 1810. En 1811 ya se encontraba trabajando en Hermisende y en 1812 en Padrenda. Cuando fallecen su esposa, una hijas y una nieta, retorna a Hermisende, donde firma un curioso contrato con el párroco por el que Ferreiro se comprometía a trabajar a cambio de sustento y de un entierro cristiano.

## Obra (selección)

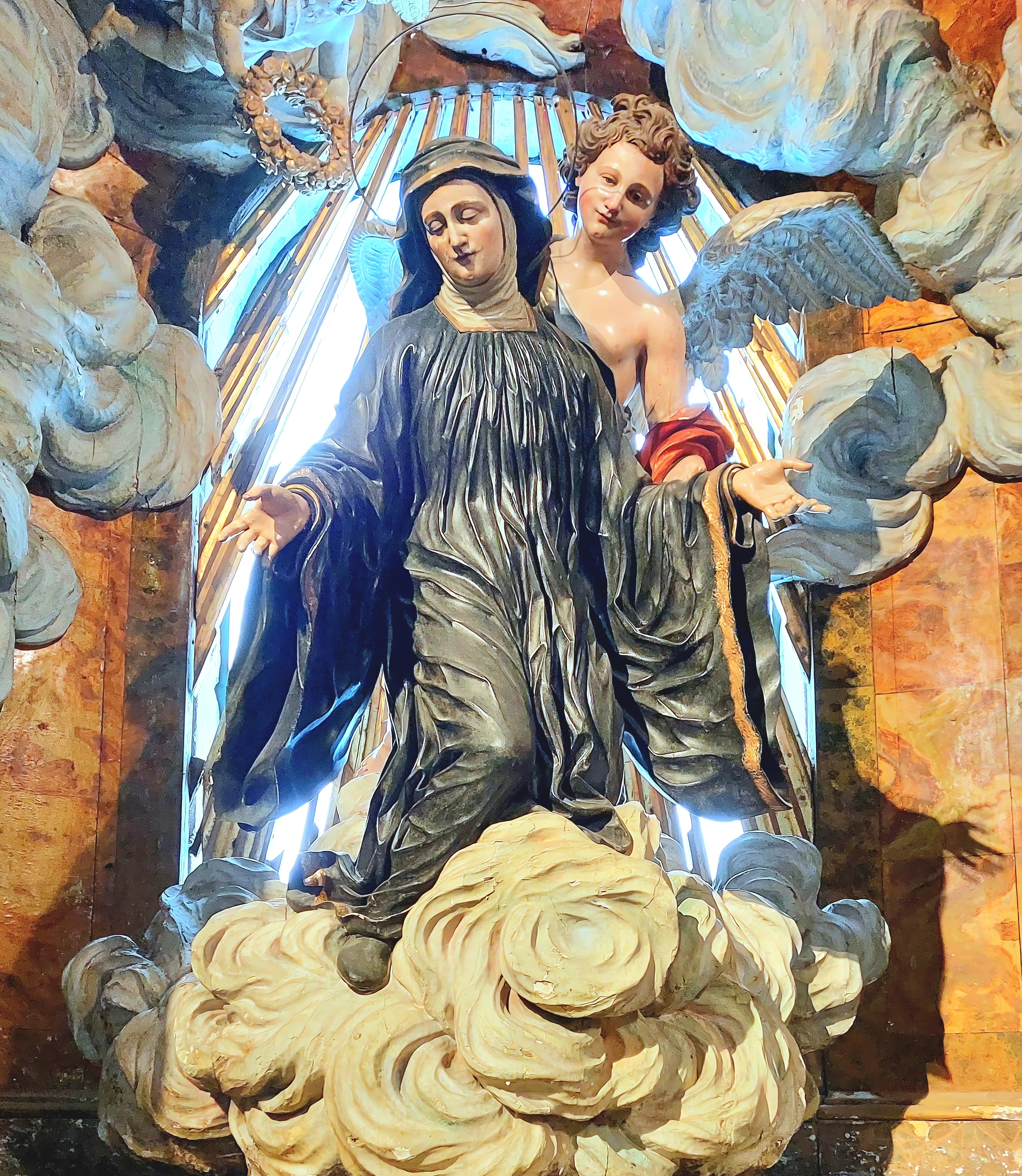
Santa Escolástica coronada por un ángel. Monasterio de San Martín Pinario.

### Convento de San Martín Pinario
- Santa Escolástica coronada por un ángel.
- Un crucifijo.
- San Rosendo de Celanova y San Pedro de Mezonzo .
- Monumento del Jueves Santo
- Cristo de la Paciencia
- San Bernardo
- Santa Gertrudis
- Santo Domingo

### Convento de San Francisco (Santiago)
- Cristo da la Buena Muerte
- San Francisco de Asís de la fachada

### Iglesia de Santa Eufemia (Orense)
- Santo Cristo de la Esperanza

### Convento del Carmen de Arriba
- La Virgen del Carmen
- Santa Teresa de Ávila
- San Juan de la Cruz

### Iglesia de Santo Domingos de Bonaval
- Retablo del Rosario
- Los santos José y Joaquín.

### San Mamed deCarnota
- Retablo mayor

### Iglesia parroquial deSamos
- Retablo mayor

### San Pedro de la TorrePadrenda
- Retablo mayor

### Iglesia Parroquial deCamariñas
- Retablo mayor

### Santuario de la Ascensión de Prada del Bolo
- Retablo mayor

### Iglesia Parroquial de Loureda

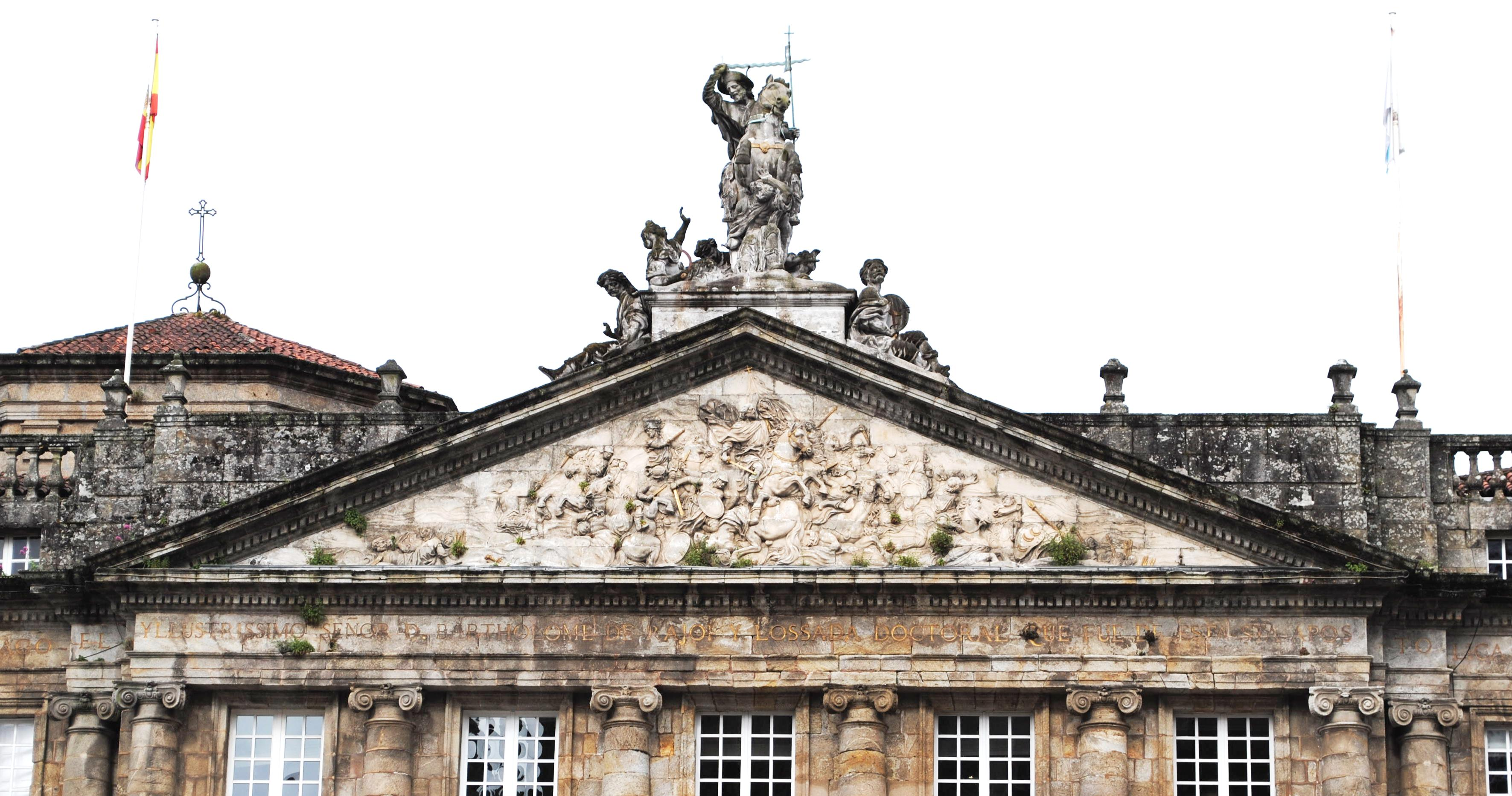
Batalla de Clavijo en el frontón del Palacio de Rajoy.

- Retablo mayor[1]

### Otras obras
- Batalla de Clavijo, bajo relieve en la fachada del Palacio Rajoy.
- Minerva, estatua en la Universidad de Santiago de Compostela, hoy en la facultad de Química.
- Santiago peregrino, una escultura en Cangas.
- San Luis, Rey de Francia, en el Convento de San Antonio de Herbón
- San Francisco de Asís, en Herbón
- Virgen del Rosario. Sigrás, Cambre, La Coruña